# Luk Van Nieuwenhuysen
Luc José Arnold (Luk) Van Nieuwenhuysen (Schaarbeek, 16 juli 1952) is een Belgisch politicus.

## Levensloop
Van Nieuwenhuysen groeide op in de Brusselse regio en volgde tot in 1971 handel en moderne talen aan het Hoger Rijksinstituut voor Technisch Onderwijs in Sint-Agatha-Berchem. Professioneel was hij tot in 1991 werkzaam bij de Belgische, later Vlaamse Dienst voor de Buitenlandse Handel waar hij bestuurssecretaris en adjunct-directeur werd.
Hij engageerde zich in de Vlaamse Beweging toen hij in 1968 lid werd van de Hendrik Conscienceclub, een vereniging voor Vlaamse jongeren in Brussel, waarvan hij bestuurslid en van 1969 tot 1973 voorzitter was. Hij was van 1970 tot 1973 lid van de Volksunie-jongeren van Jette en sloot zich in 1974 aan bij de Brusselse afdeling van de Vlaams-nationalistische groepering Were Di. Ook werd hij actief in de  nationalistische actiegroep Voorpost. 
De naar links neigende koers die de Volksunie voer deed Van Nieuwenhuysen steeds meer afstand nemen van de partij. Toen de VU in 1977 het Egmontpact goedkeurde, verliet hij de partij en stapte hij over naar de Vlaams-Nationale Partij van Karel Dillen, waarvan hij bestuurslid werd in het arrondissement Brussel. In 1978 ging de Vlaams-Nationale Partij op in het Vlaams Blok. Van Nieuwenhuysen werd lid van de partijraad en hoofdredacteur van het partijblad van Vlaams Blok in het arrondissement Brussel. In 1980 verhuisde hij naar Mechelen en werd hij lid van de VB-raad van het arrondissement Mechelen. Vanaf 1992 zetelde Van Nieuwenhuysen eveneens in het bestuur van de Vereniging van Vlaams Blok Mandatarissen, waarvan hij in 1995 voorzitter werd.
In 1996 werd hij voorzitter van de partijraad van het Vlaams Blok en in 2001 ondervoorzitter van de partij. Na de omvorming tot Vlaams Belang behield hij deze functies tot in 2009.

## Mandaten
Van 1991 tot 1995 zetelde hij voor het arrondissement Mechelen in de Kamer van volksvertegenwoordigers. In de periode januari 1992-mei 1995 had hij als gevolg van het toen bestaande dubbelmandaat ook zitting in de Vlaamse Raad. De Vlaamse Raad was vanaf 21 oktober 1980 de opvolger van de Cultuurraad voor de Nederlandse Cultuurgemeenschap, die op 7 december 1971 werd geïnstalleerd, en was de voorloper van het huidige Vlaams Parlement. In diezelfde periode maakte hij als secretaris deel uit van het Bureau (dagelijks bestuur) van de Vlaamse Raad. Als parlementslid verdiepte hij zich in communautaire dossiers en buitenlandse handel.
Bij de eerste rechtstreekse verkiezingen voor het Vlaams Parlement van 21 mei 1995 werd hij verkozen in de kieskring Mechelen-Turnhout. Ook na de volgende Vlaamse verkiezingen van 13 juni 1999 en 13 juni 2004 bleef hij Vlaams volksvertegenwoordiger tot juni 2009. Tussen juni 1995 en juni 2009 maakte hij als ondervoorzitter deel uit van het Bureau (dagelijks bestuur) van het Vlaams Parlement. Sinds 15 juli 2009 mag hij zich ereondervoorzitter van het Vlaams Parlement noemen. Die eretitel werd hem toegekend door het Bureau van deze assemblee.
In het Vlaams Parlement was hij:
- Effectief lid (1999-2009) en voorzitter (1999-2004) van de Commissie voor Brussel en de Vlaamse Rand.
- Effectief lid (1995-1999 en 2004) en plaatsvervangend lid (1999-2004) van de Commissie voor Buitenlandse en Europese Aangelegenheden.
- Ondervoorzitter van de Commissie voor Reglement en Samenwerking (1995-2009)
- Plaatsvervangend lid van de Commissie voor Staatshervorming en Algemene Zaken (1995-1999)
- Plaatsvervangend lid van de Commissie voor Mediabeleid (1995-1999)
- Plaatsvervangend lid van de Commissie voor Openbare Werken, Mobiliteit en Energie (1999-2004)
- Plaatsvervangend lid van de Commissie voor Binnenlandse Aangelegenheden, Bestuurszaken, Institutionele en Bestuurlijke Hervorming en Decreetsevaluatie (2004-2009)
- Vast lid van de Commissie voor Buitenlands Beleid, Europese Aangelegenheden, Internationale Samenwerking en Toerisme (2004-2009)

Daarnaast was hij van 2000 tot 2012 gemeenteraadslid van Bornem, waar hij fractieleider van Vlaams Blok en later van het Vlaams Belang was. In januari 2019 werd Van Nieuwenhuysen opnieuw gemeenteraadslid van de gemeente, tot hij in oktober dat jaar om privéredenen ontslag nam.